# Borova (Chorwacja)
Borova – wieś w Chorwacji, w żupanii virowiticko-podrawskiej, w gminie Suhopolje. W 2011 roku liczyła 710 mieszkańców.